# Hannoverscher Cheerleader Verein
Der 1. Hannoversche Cheerleader Verein (HCV) ist ein Cheerleader-Verein aus Hannover. Mit 175 aktiven Cheerleadern ist der HCV einer der größten Cheerleadervereine Deutschlands.

## Geschichte
Am 22. Juli 2004 wurde der 1. Hannoversche Cheerleader Verein e.V. gegründet. Zu diesem Zeitpunkt gab es im HCV etwa 100 Mitglieder, die sich auf die Diamonds, die Jewels und die Royals verteilen. Um die Teilnahme an den Cheerleadermeisterschaften weiterhin gewährleisten zu können, trat der HCV dem heutigen American Football und Cheerleading Verband bei (AFCVN).
2005 kamen mit den Hannover Knights und Black Poison der Carl-Friedrich-Gauß-Schule in Hemmingen erstmals zwei Teams zum Verein, in denen auch Männer den Cheerleading ausüben. Parallel begannen die ersten Partnerstunts gemeinsam zu trainieren. Bei den Landesmeisterschaften in Quakenbrück errang der HCV zwei 1. Plätze.
2006 wechseln die Ice Crystals als komplettes Team zum HCV. Erstmals waren so viele Peewees  Verein, dass es notwendig war, ein Aufbauteam, die Pearls, neben den Diamonds zu trainieren. Bei den Landesmeisterschaften in Hildesheim konnten sich die Hannover Jewels erstmals für die Deutsche Jugendmeisterschaft qualifizieren.
Anfang 2007 wurde als zweites Jugendteam, die Hannover Fairies, ebenfalls als Aufbauteam gegründet. Die Jewels errangen einen 5. Platz bei der Deutschen Jugendmeisterschaft in Hamburg. Die Hannover Royals wurden Vizemeister in Niedersachsen und konnten sich zum ersten Mal seit Jahren wieder für eine Deutsche Meisterschaft qualifizieren.
2008 erreichten die Hannover Royals bei der Deutschen alba berlin Meisterschaft Platz 8. Aus den Hannover Jewels und den Hannover Cerezas werden die Hannover Brilliants. Bei ihrer ersten Meisterschaft, dem Jade-Bay-Cup, erreichen die Brilliants den 1. Platz. Bei der niedersächsischen Meisterschaft errangen die Knights, Royals, Brilliants und der Groupstunt Royalicious in ihren Kategorien den 2. Platz. Alle vier Teams qualifizierten sich damit zu den Deutschen Meisterschaften.
Die Spinell Dancer wurden wegen mangelnder Nachfrage aufgelöst.
2009 erreichten die Brilliants bei der Deutschen Jugendmeisterschaft den dritten Platz und qualifizierten sich für die Europameisterschaft in Schweden, wo sie einen zehnten Platz errangen. Die Royals wurden bei der Deutschen Meisterschaft Fünfte. Die Hannover Knights belegten 2010 bei der niedersächsischen Meisterschaft und der Elite Cheerleading Championship in Bottrop jeweils den 3. Platz. Bei den Royals gab es einen Trainerwechsel, die beiden heutigen Trainer Jenny und Katharina übernehmen das Team, das in „Sapphires“ umbenannt wurde.
2011 erreichten die Sapphires bei der niedersächsischen Meisterschaft den 5. Platz und qualifizierten sich erneut zur Deutschen Meisterschaft. Die Brilliants qualifizierten sich mit einem 4. Platz ebenfalls zur DM. Bei der DM 2011 erreichen beide Teams den 13. Platz. Einzelne Groupstunts nahmen erfolgreich am Beach Cup, den European Open in Paris und den Elite Cheerleading Championships teil.
Die Knights wurden aufgelöst. Im November 2011 findet die erste HCV Show in der Sporthalle am Eisteichweg vor etwa 400 Zuschauern statt.
2012 gab es 23 Starts bei den unterschiedlichsten offenen und Verbandsmeisterschaften. Bei Beach Cup gab es zwei erste Plätze in den Spezialkategorien. In Paris gingen die Jugend und die Seniors an den Start und in Lemgo bei den German Cheermasters die Diamonds in verschiedenen Kategorien sowie ein Junior Groupstunt. Der Groupstunt Spontaneous wurde Deutscher Vizemeister, nahm bei der Europameisterschaft in Italien teil und wurde Fünfter. Die Sapphire Dancer wurden Niedersachsenmeister und Deutscher Vizemeister.
Im Jahr 2013 starteten die Teams vorwiegend bei offenen Meisterschaften. Nur Cheer Confusion als Groupstunt startete zur Landesmeisterschaft und wurde Niedersachsenmeister.
Bei der Spirit Challenge in Koblenz erreichen die Diamonds mit ihrem neuen Trainerteam den zweiten Platz. Die Sapphires starteten bei der UCA/UDA International All Star Championship in Orlando/Florida und wurden als einziger Starter in der internationalen Kategorie Champion.
2014 wurden die Sapphires Niedersachsenmeister und Grand Champion der Meisterschaft, die gemeinsam mit Hamburg und Bremen ausgerichtet wurde. Auf Platz eins kam der Junior- und Senior-Groupstunt.
Weiterhin starteten vier Spezialkategorien bei den Eurocheermasters in Magdeburg und am selben Tag ein Coed-Groupstunt bei der Cheer Trophy in Wolfenbüttel. Sowohl Diamonds, Brilliants, als auch Sapphires gingen in Bottrop bei den Elite Cheerleading Championships an den Start, dazu zwei Groupstunts, wobei hier Cheer Confusion den ersten Platz belegte.

## Erfolge

### 2004 bis 2005
- Nds. Vizemeister 2002 & 2003 (Hannover Royals)
- Nds. Vizemeister 2005 (Hannover Knights)
- Nds. Meister 2005 (Partnerstunt)

### 2007
- Platz 2 Nds. Meisterschaft 2007 Junior Groupstunt (Hannover Tiaras)
- Platz 2 Nds. Meisterschaft 2007 Partner Stunt (Torsten&Sue)
- Platz 2 Nds. Meisterschaft 2007 Senior Dance (Spinell Dancers)
- Platz 3 Nds. Meisterschaft 2007 Senior Coed (Hannover Knights)
- Platz 3 Nds. Meisterschaft 2007 Peewees (Hannover Diamonds)

### 2008
```
 
Niedersächsische Landesmeisterschaft
```

- Diamonds Platz 3
- Brilliants Platz 2
- Royals (Senior Allgirl Cheer) Platz 2
- Knights (Senior Coed Cheer) Platz 2
- Partnerstunt Platz 1

```
 
Deutsche Meisterschaft
```

- Tiaras (Junior Allgirl Groupstunt) Platz 3

```
 
Jade Bay VIP
```

- Brilliants Platz 1
- Knights (Senior Coed Groupstunt) Platz 3
- Partnerstunt Platz 2
- Tiaras (Junior Allgirl Groupstunt) Platz 2
- Knights (Senior Allgirl Groupstunt) Platz 1
- Knights (Senior Coed Cheer) Platz 1

```
 
Germancheermasters
```

- Partnerstunt Platz 1

```
 
Elite Cheerleading Championship
```

- Partnerstunt Platz 3

### 2009
Es fanden wegen Verschiebung der Saison keine Niedersächsischen Landesmeisterschaften statt.
```
 
Deutsche Meisterschaft
```

- Brilliants Platz 3
- Royals (Senior Allgirl Cheer) Platz 5
- Royalicious (Senior Allgirl Groupstunt) Platz 4
- Knights (Senior Coed Cheer) Platz 11

```
 
Europameisterschaft
```

- Brilliants Platz 10
- Jade Bay VIP
- Royalicious (Senior Allgirl Groupstunt) Platz 1

```
 
German Cheermasters
```

- Royals (Senior Allgirl Cheer)
- Cinderellas (Junior Allgirl Groupstunt) Platz 1
- Royalicious (Senior Allgirl Groupstunt) Platz 1

```
 
Northern Cheermasters
```

- Brilliants Platz 1

### 2010
```
 
Niedersächsische Landesmeisterschaft
```

- Shiny Diamonds (Peewee Groupstunt) Platz 4
- Brilliants Platz 7
- Royals (Senior Allgirl Cheer) Platz 4
- Royalicoius (Senior Allgirl Groupstunt) Platz 3
- Knights (Senior Coed Cheer) Platz 3

```
 
Elite Cheerleading Championship
```

- Knights (Senior Coed) Platz 3

### 2011
```
 
Niedersächsische Landesmeisterschaft
```

- Diamonds Platz 7
- Brilliants Platz 4
- Sapphires Platz 5

```
 
Deutsche Meisterschaft
```

- Brilliants Platz 13
- Sapphires Platz 13

```
 
Beach Cup
```

- Double Trouble J´ANNA´S (Senior Allgirl Doublebase) Platz 1
- Spontaneous (Senior Allgirl Groupstunt) Platz 1

```
 
European Open Paris
```

- Spontaneous (Senior Allgirl Groupstunt) Platz 4

```
 
Elite Cheerleading Championship
```

- Spontaneous (Senior Allgirl Groupstunt) Platz 2
- Padparadschas (Senior Allgirl Groupstunt) Platz 10
- Brilliante Estrella (Senior Allgirl Groupstunt) Platz 32

### 2012
```
 
Beach Cup
```

- Diamonds Beats (Peewee Groupstunt) Platz 3
- Ca JAS (Senior Allgirl Groupstunt) Platz 1
- Just JAS (Senior Allgirl Doublebase) Platz 1

```
 
The European Open (Paris)
```

- Hannover Brilliants (Junior Allgirl Cheer Elite) Platz 8
- Hannover Sapphires (Senior Allgirl Cheer Premier) Platz 2
- Vivas (Senior Allgirl Groupstunt) Platz 9
- Crystals (Senior Allgirl Groupstunt) Platz 5
- Blue Pandas (Junior Allgirl Groupstunt) Platz 13

```
 
German Cheermasters
```

- Brillicious (Junior Allgirl Groupstunt) Platz 1
- Shiny Diamonds (Peewee Cheer Level 1) Platz 2
- Hannover Diamonds (Peewee Cheer Level 2) Platz 4

```
 
Europameisterschaft Riccione (Italien)
```

- Spontaneous (Senior Allgirl Groupstunt) Platz 5

```
 
Elite Cheerleading Championship
```

- Black Out (Senior Coed Groupstunt) Platz 11
- Padparadschas (Senior Allgirl Groupstunt) Platz 9
- Spontaneous (Senior Allgirl Groupsunt) Platz 3

```
 
Deutsche Dance Meisterschaft
```

- Sapphire Dancer Platz 2

```
 
Deutsche Meisterschaft
```

- Sapphires Platz 11
- Spontaneous (Senior Allgirl Groupstunt) Platz 2

```
 
Niedersächsische Landesmeisterschaft
```

- Diamonds Platz 4
- Brilliants Platz 5
- Sapphires Platz 2
- Sapphire Dancers Platz 1
- Spontaneous (Senior Allgirl Groupstunt) Platz 1

### 2013
```
 
Beach Cup
```

- Premium Gems (Junior Allgirl Groupstunt) Platz 4
- Cheer Confusion (Senior Allgirl Groupstunt) Platz 2
- Cheertrum Ladies (Senior Allgirl Doublebase) Platz 1

```
 
Spirit Challenge
```

- Diamonds Platz 2
- Brilliants Platz 1
- Sapphires Platz 1

```
 
Eurocheermasters
```

- Nadine (Individual) Platz 2

```
 
Elite Cheerleading Championship
```

- Sapphires Platz 17
- Brilliants Platz 6

```
 
Deutsche Meisterschaft
```

- Cheer Confusion (Senior Allgirl Groupstunt) Platz 8

```
 
UCA/UDA International All Star Championship (Orlando)
```

- Sapphires Platz 1

```
 
Niedersächsische Landesmeisterschaft
```

- Cheer Confusion (Senior Allgirl Groupstunt) Platz 1

### 2014
```
 
Eurocheermasters
```

- Sarah (Individual) Platz 1
- Premium Gems (Junior Allgirl Groupstunt) Platz 1
- Gems (Junior Allgirl Doublebase) Teilgenommen
- Cheertrum Ladies (Senior Allgirl Groupstunt) Platz 2

```
 
Cheer Trophy
```

- Cheer Illusion (Senior Coed Groupstunt) Platz 4

```
 
Elite Cheerleading Championship
```

- Diamonds Platz 18
- Brilliants Platz 13
- Sapphires Platz 7
- Premium Gems (Junior Allgirl Groupstunt) Platz 3
- Cheer Confusion (Senior Allgirl Groupstunt) Platz 1

```
 
Deutsche Meisterschaft
```

- Sapphires Platz 4
- Premium Gems (Junior Allgirl Groupstunt) Platz 5
- Cheer Confusion (Senior Allgirl Groupstunt) Platz 6

```
 
Niedersächsische Landesmeisterschaft
```

- Sapphires Platz 1 (Grand Champion)
- Premium Gems (Junior Allgirl Groupstunt) Platz 1
- Cheer Confusion (Senior Allgirl Groupstunt) Platz 1

## Aktivitäten
Neben den regelmäßigen Auftritten beim Football-Team der Hannover Spartans sind die HCV-Cheerleader auch in unregelmäßigen Abständen u. a. bei den Braunschweig Lions, bei vielen anderen hannoverschen Sportvereinen und haben am German Bowl 2004–2006 teilgenommen. Seit 2003 ist der HCV beim Hannover-Marathon mit dabei.